# Pteris itatiaiensis
Pteris itatiaiensis là một loài dương xỉ trong họ Pteridaceae. Loài này được Szysz.in Beck mô tả khoa học đầu tiên năm 1888.
Danh pháp khoa học của loài này chưa được làm sáng tỏ. 